# 中丸啓
中丸 啓（なかまる ひろむ、1963年（昭和38年）11月17日 - ）は、日本の政治家。元衆議院議員（1期）。著書などで中丸 ひろむの表記も使っている。

## 経歴
広島県大竹市生まれ。広島市立五日市観音小学校、広島市立五日市中学校を経て、広島県立廿日市高等学校卒業。その後、メディア夢工房（テレビ新広島グループ）などに勤務。
2011年、たちあがれ日本に入党。2012年の第46回衆議院議員総選挙で広島3区に日本維新の会から立候補。自由民主党現職の河井克行に大差で敗れるも比例中国ブロックで復活し初当選。衆議院安全保障委員会理事、党広報委員会副委員長、党広島県総支部代表などを務めた。
2014年6月5日、日本維新の会の分党決定に伴い山田宏を座長とする新党準備会に参加。同年8月1日次世代の党結党に参加し、総務会長代理兼選対副委員長に就任した。2014年の第47回衆議院議員総選挙で、急遽国替えをして、広島4区から立候補するも落選。
2016年7月10日の投開票の第24回参議院議員通常選挙では広島県選挙区から日本のこころを大切にする党（次世代の党から改称）から立候補したが、落選した。
2017年9月30日に、同年10月に行われる第48回衆議院議員総選挙で広島4区からの出馬見送りと、日本のこころを離党したことを発表した。
総選挙では杉田水脈を支援し、杉田の当選を受けて公設第一秘書となった。2019年8月に杉田水脈事務所を退職し、翌9月より参議院議員和田政宗事務所の政策担当秘書に就任。
2020年に前述の河井克行が第25回参議院議員通常選挙を巡る大規模買収事件（河井夫妻選挙違反事件）で自民党を離党（後に逮捕）すると、中丸は同年11月に河井の後任を巡る自民党広島3区公認候補の公募に応募する意向を表明。11月18日からの1週間の公募では中丸を含む10人が応募したが、中丸は同月28日の二次選考の結果、落選した。

## 政策・主張
- 憲法9条の改正に賛成[17][18]。
- 集団的自衛権の行使に賛成[17][18]。
- 「道徳」を小中学校の授業で教える事に賛成[17]。
- カジノの解禁に賛成[17]。
- 首相の靖国神社参拝を問題ないとしている[17]。
- 「村山談話」及び「河野談話」を見直すべきとしている[17]。
- 特定秘密保護法を必要としている[17]。
- 負担増が耐えられないため、年金の給付水準が下がるのはやむをえないとしている[17]。
- ヘイトスピーチを法律で規制することに反対[17]。
- 日本の核武装について今後の国際情勢によっては検討すべきだとしている[18]。
- 原子力規制委員会の新基準を満たした原発は再開すべきとしている[18]。
- 女性宮家の創設に反対[18]。
- 選択的夫婦別姓制度導入にどちらかといえば反対[19]。

## 所属団体・議員連盟
- みんなで靖国神社に参拝する国会議員の会
- 朝日新聞を糺す国会議員の会

## 著書
- 『次世代の大和魂たちへ―心の中に日の丸を』 青林堂 2014年8月
- 『国士鼎談』（共著） 青林堂　2016年6月